# Lumière du rat
Lumière du rat est le vingt et unième roman de Patrick Grainville, publié aux éditions du Seuil en janvier 2008 et ayant obtenu le Grand prix de littérature de la SGDL la même année.

## Historique
Patrick Grainville, friand des bestiaires, renoue avec un animal qui le fascine, déjà présent dans Les Forteresses noires ou évoqué dans L'Atelier du peintre, le rat joue ici un rôle central, démiurge et omniscient, à la fois fantastique et sarcastique.

## Résumé
Une banlieue pavillonnaire à la lisière d’une forêt et d’une cité. Clotilde, une adolescente, est hantée par Dante, le rat élevé par un voisin. La bête est le seigneur du livre. Son maître la dote d’une intelligence redoutable en lui imposant d’innombrables tests d’apprentissage. La crise d’adolescence de Clotilde est attisée par la présence obscène du monstre. Elle conjure ses angoisses par  l’ascèse de la danse classique et une collection des photos d’un modèle d’Helmut Newton qu’elle baptise Nora. La pureté cristalline du mannequin nu exorcise la médiocrité familiale mais aussi la jalousie envers une sœur plus charnelle et séductrice. On assistera à la version romanesque de la mort d’Helmut Newton au volant de sa voiture à Los Angeles !

## Réception critique
Bernard Pivot, admirateur de l’« ogre textuel, baroque » Patrick Grainville, qu’il invita une douzaine de fois à Apostrophes ou Bouillon de culture, partage son plaisir de lecture dans Le Journal du dimanche. Bien loin des autofictions à la mode, suffisantes et aigres, il juge Lumière du rat avant tout comme un roman jubilatoire, avis également partagé par Olivier Barrot dans Un livre, un jour et la critique en général.
La Société des gens de lettres lui décernera en 2008 son Grand prix de littérature.

## Éditions
- Lumière du rat, éditions du Seuil, 2008  (ISBN 202096225X).